# Kawasaki Ha-9
Il Kawasaki Ha-9 era un motore aeronautico 12 cilindri a V di 60° raffreddato a liquido prodotto dall'azienda giapponese Kawasaki Heavy Industries negli anni trenta.
Copia del tedesco BMW VI, del quale la BMW aveva ceduto la licenza di produzione, venne utilizzato su un limitato numero di modelli.

## Velivoli utilizzatori
Giappone
- Kawasaki Ki-5
- Kawasaki Ki-10
- Kawasaki Ki-28
- Kawasaki Ki-32